# Plan-d'Aups-Sainte-Baume
Plan-d'Aups-Sainte-Baume is een gemeente in het Franse departement Var (regio Provence-Alpes-Côte d'Azur) en telt 764 inwoners (1999). De plaats maakt deel uit van het arrondissement Brignoles.

## Maria Magdalena
In Plan d’Aups bevindt zich op ongeveer 1000 m hoogte het pelgrimsoord Grot van Maria Magdalena. Hier zou deze vrouw uit het leven van Jezus Christus na haar aankomst in Frankrijk 30 jaar hebben gewoond en gebeden. Na haar overlijden zou zij in het nabije Saint-Maximin-la-Sainte-Baume zijn begraven. Al in de 5e eeuw zou hier een christelijk heiligdom zijn geweest en eerder mogelijk een heidens heiligdom van de Kelten. Na 1279 werd de plaats een populair bedevaartsoord en kwam er een dominicanenklooster. Het heiligdom werd geplunderd na de Franse Revolutie. In het midden van de 19e eeuw werd het heiligdom in ere hersteld en kwamen er opnieuw dominicanen in het klooster wonen. Er is een kruisweg uit 1914.

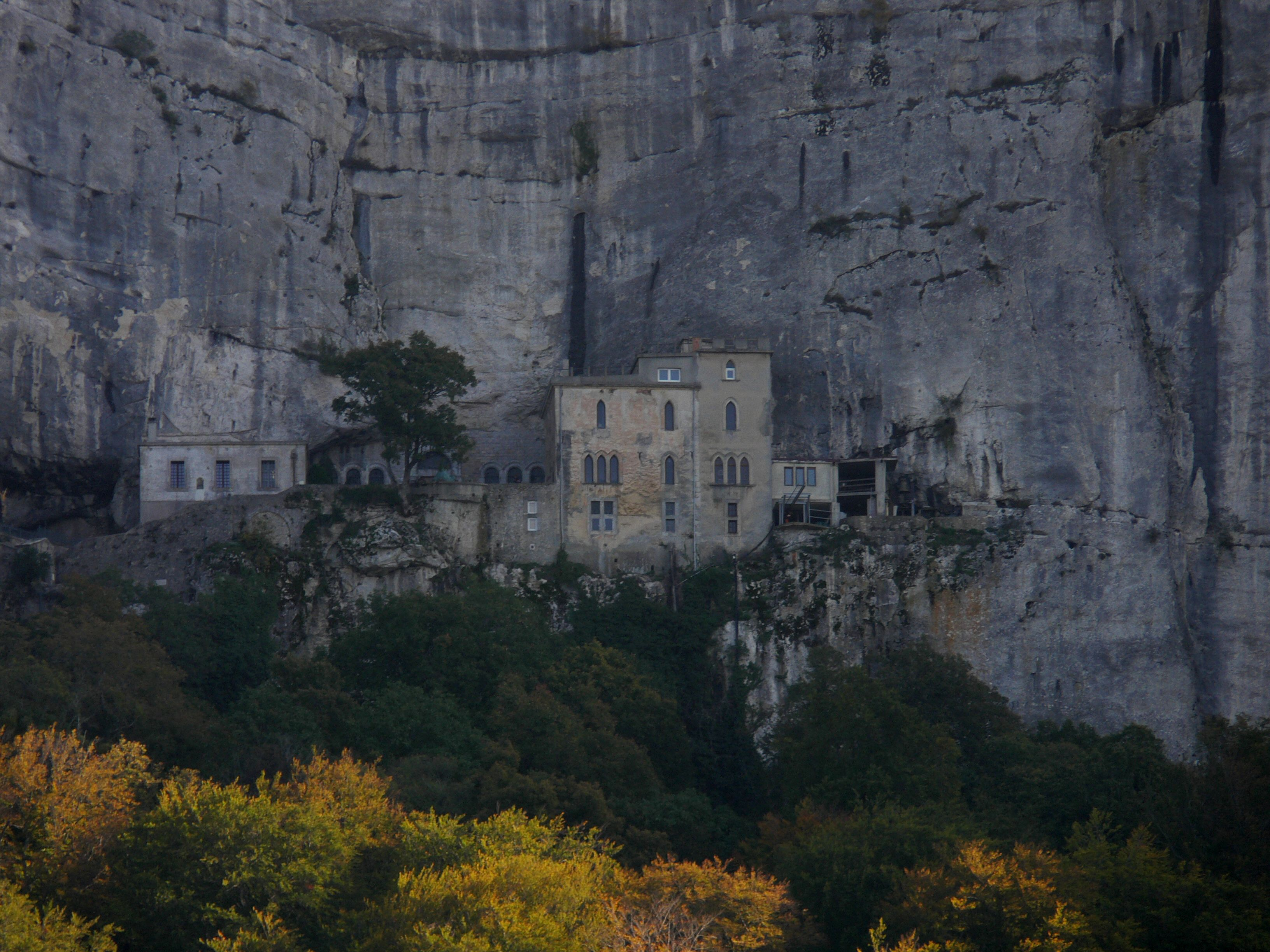
Gebouwen tegen de rotswand van het massief van Sainte Baume
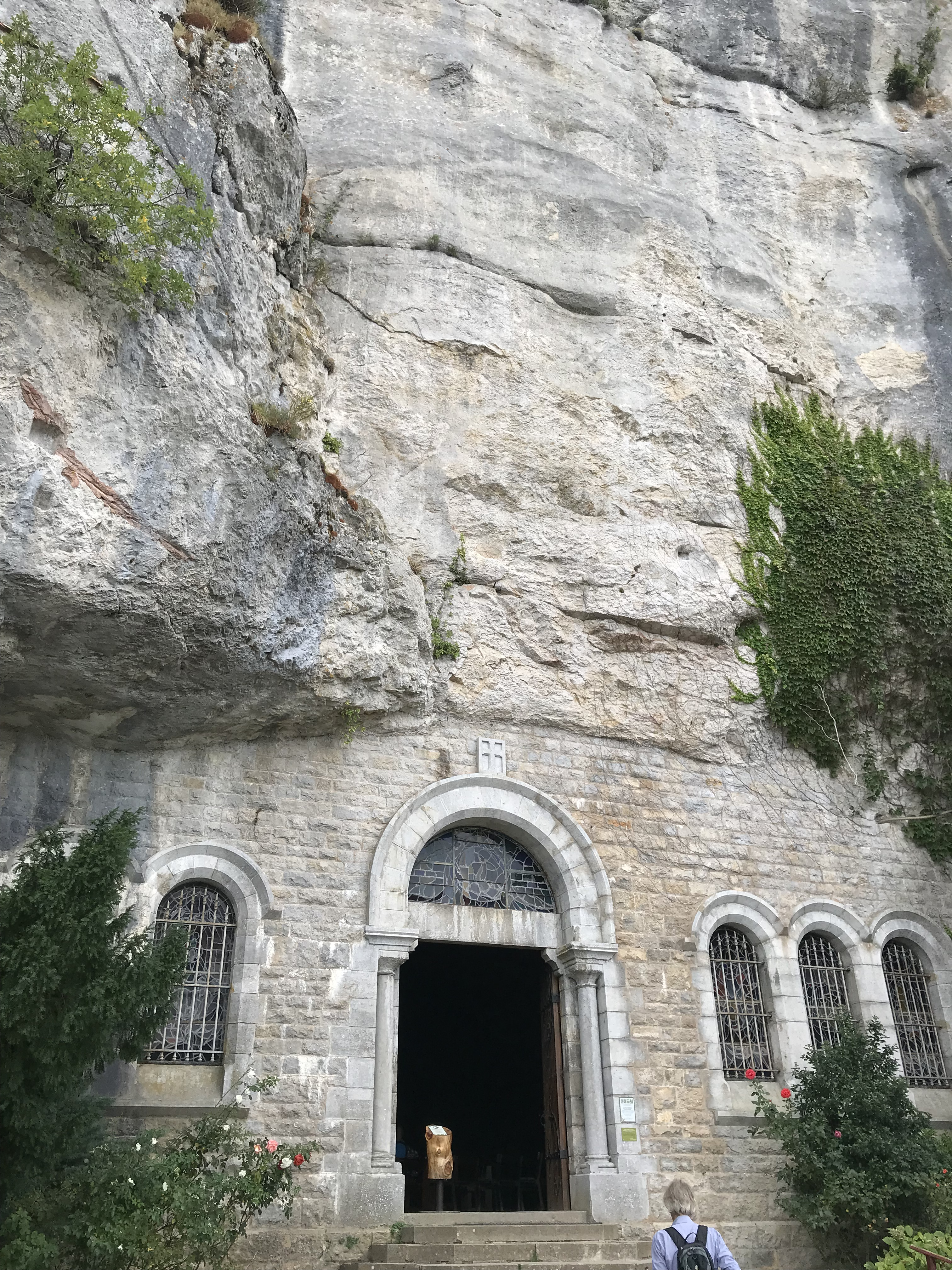
Ingang Grot van Maria Magdalena
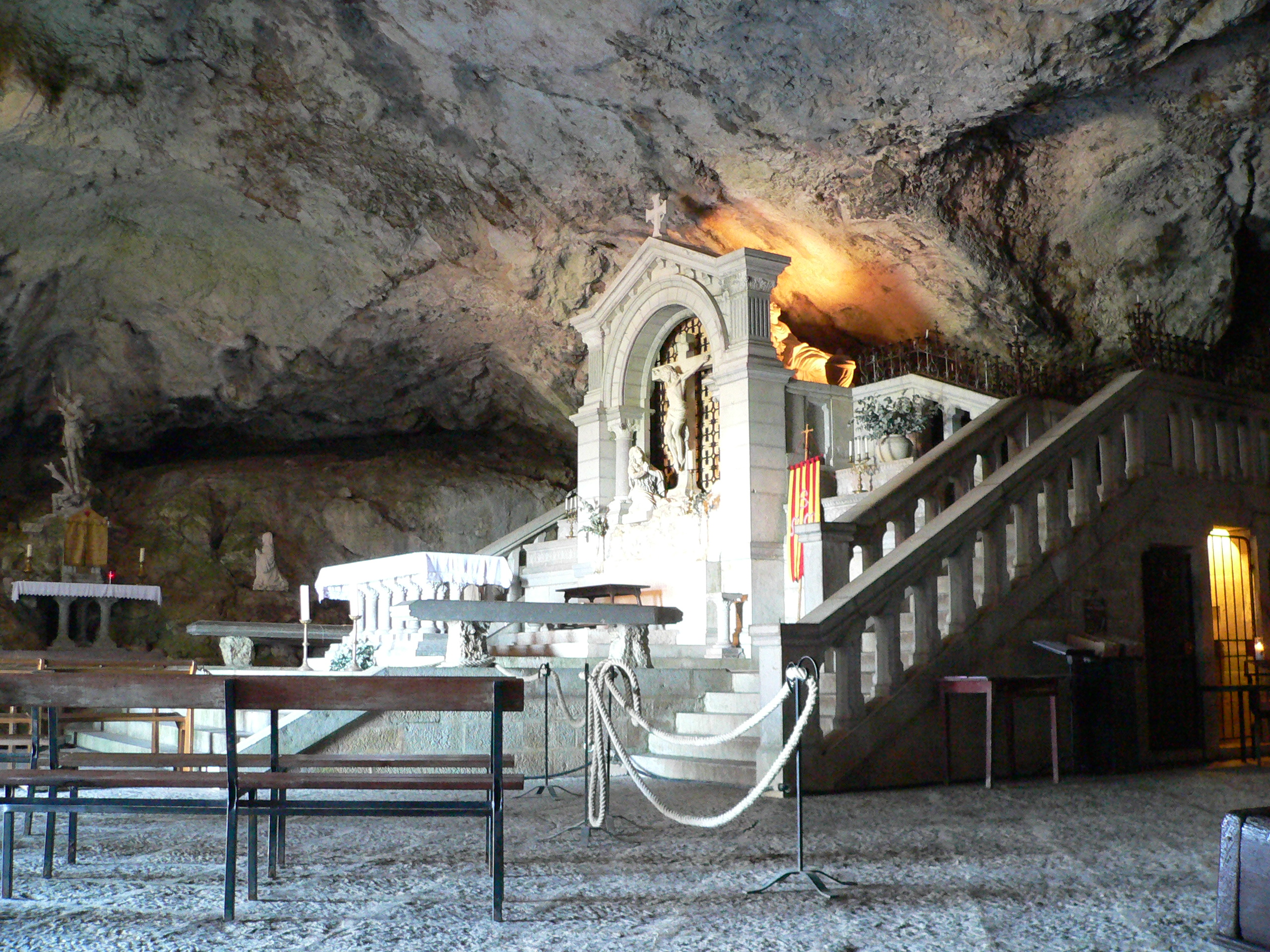
Interieur Grot van Maria Magdalena
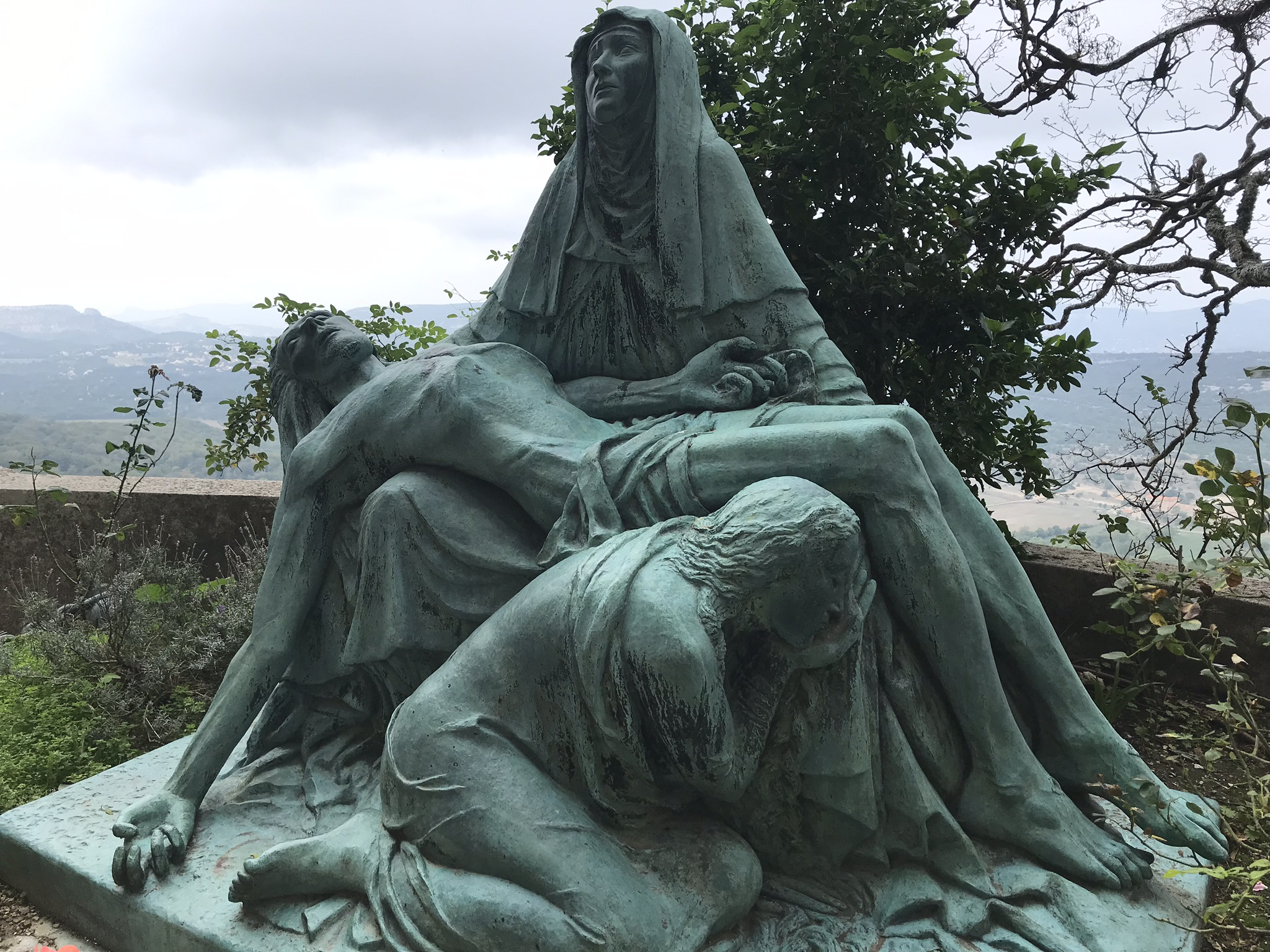
Beeldengroep Maria, Christus en Maria Magdalena bij Maria Magdalenagrot in Plan d’Aups

## Geografie
De oppervlakte van Plan-d'Aups-Sainte-Baume bedraagt 25,8 km², de bevolkingsdichtheid is 29,6 inwoners per km².
De gemeente ligt op het plateau van Plan d'Aups. In het zuiden wordt de gemeente begrensd door het bergmassief van Saint-Baume. Hier ligt het beschermd bosgebied Forêt domaniale de la Sainte-Baume van 138 ha.
De onderstaande kaart toont de ligging van Plan-d'Aups-Sainte-Baume met de belangrijkste infrastructuur en aangrenzende gemeenten.

## Demografie
Onderstaande figuur toont het verloop van het inwonertal (bron: INSEE-tellingen).